# Moropus
Moropus ("wolna stopa") – rodzaj wymarłego ssaka nieparzystokopytnego zaliczanego do chalikoteriów. Żył we wczesnym miocenie około 20 milionów lat temu w Ameryce Północnej.
Tak jak inne chalikoteria, różnił się od swych dzisiejszych krewnych (nosorożce, tapiry, koniowate) tym, że posiadał nie kopyta, lecz wielkie pazury na swych przednich łapach. Mógł ich używać do grzebania w glebie w poszukiwaniu pokarmu albo do obrony przez drapieżcami. W ramionach osiągał 2,4m wysokości.